# Große Mauer (Astronomie)

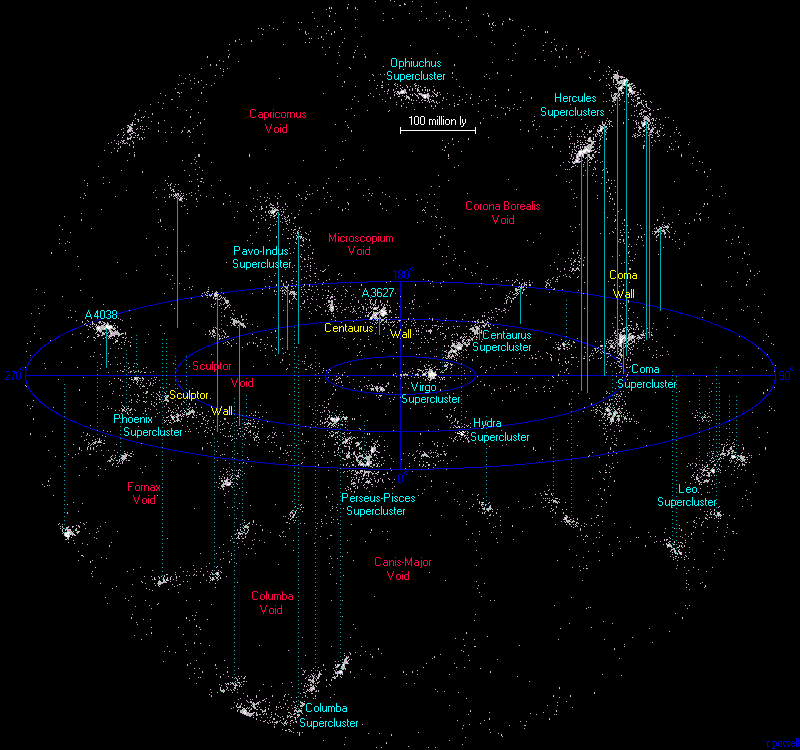
Die Große Mauer umfasst den Cluster Hercules, Coma und Leo auf der rechten Seite dieser Ansicht des lokalen Universums.

Die Große Mauer ist in der Astronomie der Name einer kosmischen Struktur, bestehend aus einer dichteren Anordnung von Galaxien gegenüber dem umgebenden Raum, in der Form eines sogenannten Filamentes. Sie gehört neben der hypothetischen Hercules–Corona Borealis Great Wall, der Superstruktur U1.27 und der Sloan Great Wall zu den größten bekannten zusammenhängenden Strukturen im Universum. Das Zentrum der Großen Mauer ist der Coma-Superhaufen. 
Diese Struktur ist die Begrenzung eines Voids und wurde 1989 von Margaret Geller und John Huchra durch langwierige, systematische Durchmessung der Rotverschiebung der Spektrallinien entdeckt. Sie liegt 200 Mio. Lichtjahre entfernt in Richtung des Sternbilds Jungfrau, ist 500 Mio. Lj. lang – etwa parallel zur nördlichen Kante der galaktischen Scheibe der Milchstraße – nur 15 Mio. Lj. dick und mind. 300 Mio. Lj. hoch. Die Höhe kann möglicherweise noch größer sein, aber die Sicht ist durch die Extinktion der Milchstraße nach Süden begrenzt. Die Sloan Great Wall ist demgegenüber mit rund 1,4 Mrd. Lichtjahren Länge fast dreimal so groß.
In der Großen Mauer liegen die Galaxienhaufen Abell 2151 (Hercules-Galaxienhaufen), 1656 (Coma-Galaxienhaufen) und 1367 (Leo-Galaxienhaufen). Sie bewegt sich ebenso wie der Virgo-Superhaufen, zu dem auch unsere Lokale Gruppe gehört, mit ca. 600 km/s Richtung Hydra-Centaurus-Superhaufen, und alle zusammen bewegen sich mit ähnlicher Geschwindigkeit zum erst 1990 entdeckten Großen Attraktor in 200 Mio. Lj. Entfernung, in Richtung des Norma-Galaxienhaufens im Sternbild Winkelmaß, südlich des Skorpions.
Die Gravitation der normalen (baryonischen) Materie wäre zu schwach, um die Bildung solch großer Strukturen zu erklären. Aber unter Einbeziehung der Dunklen Materie, die nach dem Lambda-CDM-Modell, dem Standardmodell der Kosmologie, über 80 % der Gesamtmaterie bildet, ergibt sich eine gute Übereinstimmung mit der Theorie. Computersimulationen der Strukturbildung ergeben ähnliche Großstrukturen wie die Große Mauer.